# My Ántonia
My Ántonia (im deutschen Sprachraum im Verlauf der Jahre als Antonia, My Antonia und Meine Antonia veröffentlicht) ist ein Roman der US-amerikanischen Schriftstellerin Willa Cather. Der Roman wurde erstmals 1918 veröffentlicht und gilt als eines ihrer Meisterwerke. Es ist der dritte und letzte Band ihrer Prärie-Trilogie, zu dem O Pioneers!  und Das Lied der Lerche gehören.
Wie viele Werke Willa Cathers thematisiert der Roman die Erfahrungswelt von Siedlern, die gegen Ende des 19. Jahrhunderts das Land westlich des Mississippis besiedeln. Sie betont auch hierin die Bedeutung, die insbesondere Frauen bei der Erschließung der amerikanischen Prärie hatten. Im Mittelpunkt der Erzählung steht Antonia, die mit ihrer Familie von Böhmen aus in die USA einwandert und in Nebraska heranwächst.

## Inhalt

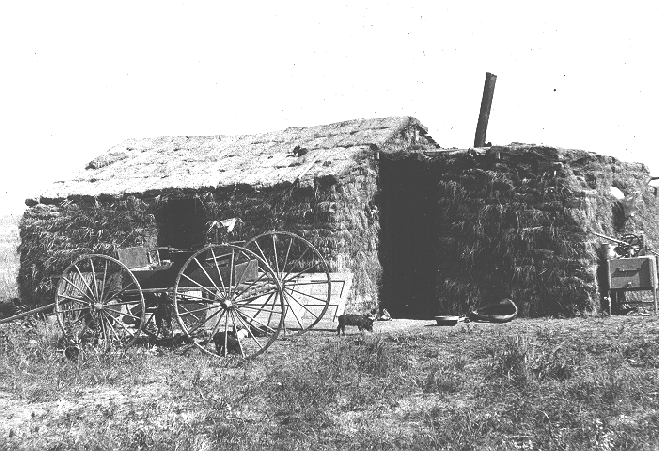
Ein Grassoden-Haus, wie es vielen Einwanderern in der amerikanischen Prärie zunächst als Unterkunft diente, Aufnahme aus dem Jahr 1901

Siedler in Nebraska, 1886

Jim Burden, der Erzähler des Romans, reist im selben Zug wie die Familie Shimerdas nach Black Hawk, einer kleinen (und fiktiven) Stadt im US-amerikanischen Bundesstaat Nebraska. Willa Cather hatte sich bewusst dafür entschieden, die Handlung des Romans durch einen Ich-Erzähler berichten zu lassen, weil sie der Überzeugung war, dass die emotionale Botschaft des Romans so besser transportiert werden konnte.
Die Shimerdas sind Einwanderer aus Böhmen, die wenig Erfahrung mit Landwirtschaft haben, aber eine kleine Farm in der Nähe von Black Hawk erworben haben. Jim Burdens Eltern sind verstorben. Er wird in Black Hawk bei seinen Großeltern aufwachsen. Jim freundet sich mit Antonia an und der Leser erlebt Antonias Leben durch seinen Blickwinkel. Der böhmische Frauenname Antonia wird ähnlich wie der englische Name Anthony auf der ersten Silbe betont und das i wird lang gesprochen. Der Name wird An’-ton-ie-ah ausgesprochen.
Der Roman ist in fünf große Bücher eingeteilt. Sie korrespondieren grob mit den Lebensstationen Antonias von ihrer Kindheit bis zu ihrer Ehe, auch wenn sich das dritte Buch auf die junge schwedische Einwanderin „Lena Lingard“ fokussiert, die mit dem Erzähler Jim Burden und Antonia Shimerdas befreundet ist.
Im Einzelnen behandeln die fünf Bücher:
- Einleitung: In der Erstveröffentlichung 1918 fehlte diese Einleitung. Sie wurde erst bei der Auflage im Jahre 1926 hinzugefügt. Sie führt durch einen anderen Erzähler (möglicherweise Cather selbst) den eigentlichen Ich-Erzähler des Romans, Jim Burden, ein. Er ist mittlerweile ein erfolgreicher und wohlhabender Mann, der aber glück- und kinderlos mit einer wohlhabenden Frau der höheren Gesellschaftsschicht der ost-amerikanischen Küste verheiratet ist.[2]
- Buch 1: Das längste Kapitel des Buches erzählt von Jim ersten Jahren bei seinen Großeltern, die zu diesem Zeitpunkt noch eine Farm in der Nähe von Black Hawk bewirtschaften. In ihrer Nähe lassen sich die Shimerdas nieder, die große Schwierigkeiten haben, auf der von ihnen gekauften Farm ihr Auskommen zu finden. Sie überleben letztlich ihr erstes Jahr nur mit der Hilfe von Jim Burdens Großvater, der für seine Hilfe jedoch wenig Dankbarkeit vom Ehepaar Shimerdas erhält. Nur Antonia, eine der Töchter der Familie, spricht ein paar Worte Englisch. Sie erhält ein wenig Unterricht durch Jim Burden. Die Familie Shimerdas lebt zunächst in einem erbärmlichen Grassodenhaus. Mr. Shimerdas, der nur auf Drängen seiner Frau auswanderte und sich nach seinem kultivierten Leben in Böhmen zurücksehnt, bringt sich in diesem ersten langen und harten Winter um. Neues Familienoberhaupt ist nun Antonias ältester Bruder Ambrosch. Antonia macht mit ihm gemeinsam die Prärie urbar und leistet trotz ihrer Jugend physische Arbeit, wie sie sonst von männlichen Farmarbeitern geleistet wird.
- Buch 2:  Jim Burdens Großeltern haben aus Altersgründen ihre Farm aufgegeben und sich in Black Hawk niedergelassen. Nach wie vor hat er Kontakt zu Antonia. Die Farm der Sheridans ist mittlerweile so etabliert, dass Antonie in Black Hawk nach Arbeit suchen kann. Sie ist nicht die einzige Tochter einer Einwandererfamilie, die dort als Dienstmädchen, Wäscherin, Zimmermädchen oder Schneiderin Arbeit findet. Der Versuch eines sexuellen Übergriffs durch Antonias Arbeitgeber Cutter auf Antonia wird per Zufall durch Jim Burden verhindert.
- Buch 3: Jim ist am College erfolgreich und wird später sogar nach Harvard wechseln – Er begegnet Lena Lingard wieder, einer Tochter einer schwedischen Einwandererfamilie. Sie hat sich als erfolgreich als Schneiderin etabliert und zieht während des Goldrausches nach Kalifornien und Alaska. Sie betreibt dort erfolgreich Pensionen und schürft selber erfolgreich nach Gold. Sie erwirbt ein Vermögen und lehnt es ab, sich zu verheiraten.
- Buch 4: Jim Burden besucht die Harlings, die einstmals Antonia als Dienstmädchen beschäftigten und sich für ihr Fortkommen einsetzen. Antonia geht jedoch eine schicksalhafte Verbindung mit dem (vermeintlichen) Bahnschaffner Larry Donovan ein. Er bricht sein Eheversprechen und lässt, nachdem er ihr mühsam erspartes Geld aufgebraucht hat, Antonia schwanger sitzen.
- Buch 5: Nachdem er Antonia über Jahrzehnte nicht gesehen hat, entschließt er sich, sie erneut aufzusuchen. Sie hat mittlerweile geheiratet und anders als Jim eine Vielzahl von Kindern. Es ist nicht ihr Ehemann, der dafür verantwortlich ist, dass Antonia nun auf ihrer Farm in bescheidenem Wohlstand lebt, sondern Antonia.

## Rezeption
My Ántonia wurde nach der Ersterscheinung 1918 enthusiastisch besprochen. Es galt sofort als ein Meisterwerk und sorgte dafür, dass Cather zu den bedeutendsten US-amerikanischen Schriftstellerin gezählt wurde.  An dieser Einschätzung hat sich bis heute nichts geändert. Die britische Zeitung  The Guardian nahm Cather Roman „My Antonia“ im Jahr 2009 neben zwei weiteren Werken (The Song of the Lark, A Lost Lady) in ihren Literaturkanon 1000 Novels everyone must read (1000 Romane, die jeder gelesen haben muss) auf.
Cather wird bis heute dafür gerühmt, dass es ihr gelungen ist, die besondere Lebensbedingungen der Pioniere literarisch zu verarbeiten. Die Inhalte ihrer Handlungen thematisieren jedoch allgemeingültige Emotionen.

## Einzelbelege
1. ↑  Woodress, James. Willa Cather: A Literary Life. Lincoln, NE: University of Nebraska Press, 1987, S. 289
2. ↑  O’Brien, Sharon. New Essays on My Antonia. Cambridge UP, 1998, S. 15
3. ↑  Heller, Terry (2007) "Cather's My Ántonia Promotes Regional Literature" S. 1403–1406 In Gorman, Robert F. (editor) (2007) Great Events from History: The 20th Century: 1901–1940 – Volume 3 1915–1923 Salem Press, Pasadena, California, S. 1403–1405. ISBN 978-1-58765-327-8
4. ↑  Murphy, John J. (1994) "Introduction" to Cather, Wila (1994) My Ántonia Penguin Books, New